# Мая Вінн
Мая Вінн (англ. Maiah Wynne) — американська співачка та автор пісень, мешкає в Грешемі, штат Орегон. Зараз вона є вокалісткою супергурту Envy of None.

## Життя і кар'єра

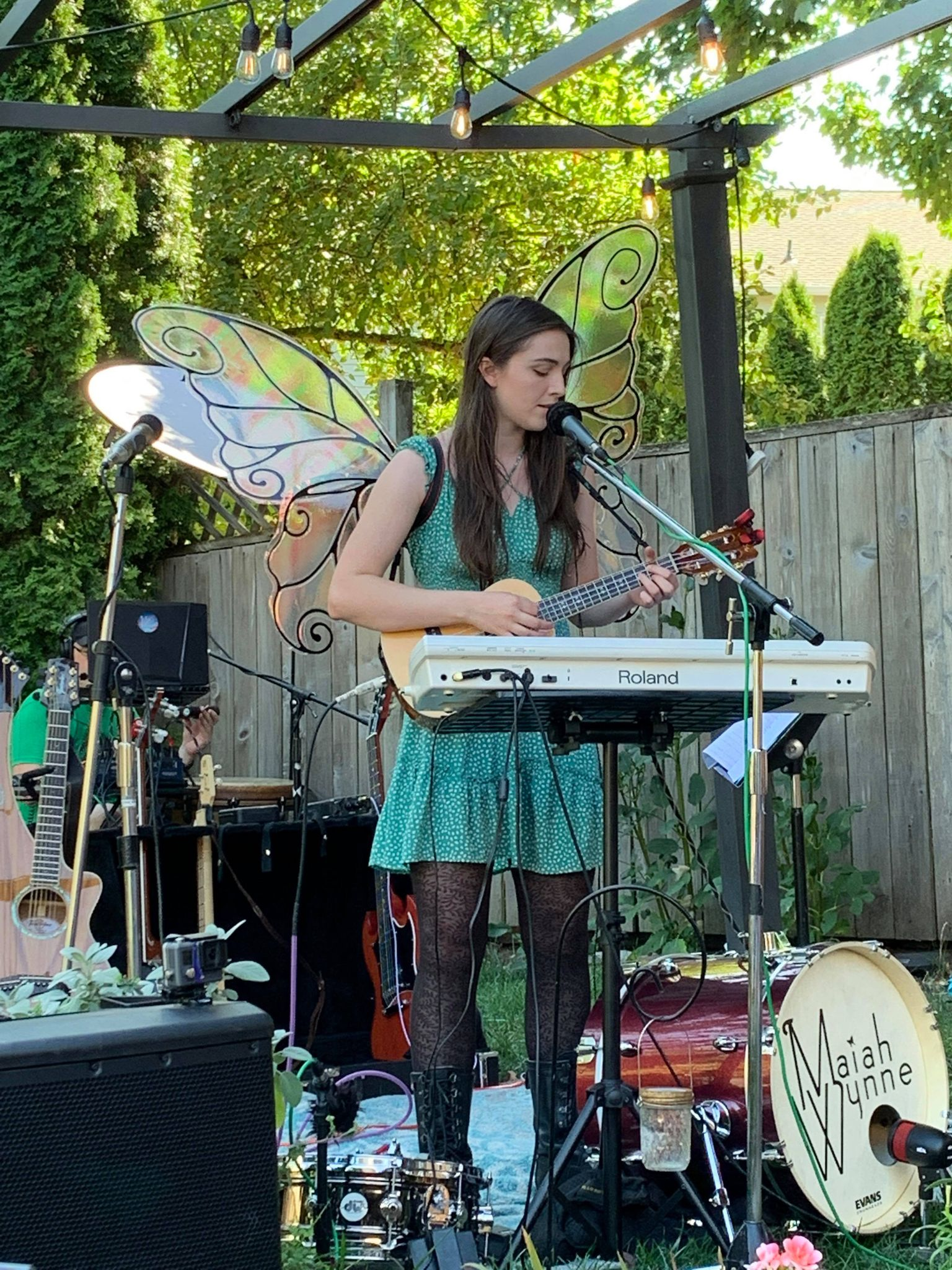
Мая Вінн у Blue Heron

Мая Вінн народилася 22 грудня 1996 року в Колорадо і переїхала в Спокан, штат Вашингтон, коли була маленькою. Свою першу пісню вона написала у віці семи років. Мая Вінн провела свої старші шкільні роки в Міссулі, штат Монтана, де почала брати участь у музичних конкурсах. Вигравши кілька з них, вона заробила запрошення взяти участь у фестивалях Upstream Music Fest, Timber Music Festival, Northwest Folklife Festival, а також слот на громадській радіостанції KEXP. Її акторська кар'єра принесла їй запрошення виступити на музичному фестивалі Sundance.
У 2017 році Мая Вінн написала та виконала «The Ballad of Lefty Brown», пісню, яка звучить у титрах однойменного фільму.
У 2019 році вона виграла Міжнародний конкурс авторської пісні «Music from the Moon» та виступила на святковій вечері з нагоди 50-ї річниці «Аполлон-11» у Ракетно-космічному центрі США.
Мая Вінн також гастролювала як відомий виконавець із Portland Cello Project. Вона співпрацювала з Portland Cello Project і Алексом Лайфсоном з гурту Rush для запису своєї пісні, «Fearless Girl».
У 2021 році учасники проєкту Envy of None, Мая Вінн, Енді Каррен і Алекс Лайфсон, разом працювали над новим матеріалом для мініальбому з чотирьох треків, з тимчасовою назвою Middle of Nowhere. Згодом до проєкту приєднався Альфіо Аннібаліні. Свій внесок у проєкт зробили барабанщики Тім Оксфорд (Arkells) і Девід Куінтон Стейнберг (Dead Boys, the Mods).
Гурт планував підготувати музичний матеріал для випуску альбому наприкінці 2021 року, але випуск перенесли на наступний рік. 8 квітня 2022 року гурт Envy of None випустив однойменний студійний альбом.
У 2022 році, після російського вторгнення в Україну, гурт Envy of None випустив сингл «Enemy» / «You'll Be Sorry» на підтримку УВКБ ООН в Україні.
«Я завжди вірила, що музика може змінити ситуацію, і я подумала, що ми можемо використати пісню „Enemy“, щоб спробувати зібрати гроші. Мені справді пощастило бути частиною команди, яка дуже дбає про мене», — каже Мая Вінн. «Усі негайно підхопилися, і так багато людей по дорозі долучилися. Це так багато значить мати можливість допомогти та використовувати нашу музику, щоб зробити щось добре… Наші серця болять за тих, хто в Україні, і ми надсилаємо наші любов до всіх постраждалих».
Гурт зібрав близько 100 тисяч доларів на підтримку України — і загальна сума продовжує зростати.
20 квітня 2023 року гурт Envy of None оголосив про вихід 9 червня мініальбому That Was Then, This Is Now.

## Вплив
Мая Вінн згадує, що виросла, слухаючи таких виконавців, як Florence and the Machine, Radiohead, Beatles, Нора Джонс.

## Дискографія

### Альбоми
- Light & Shadows — EP (2017)
- Wings — EP (2017)
- Songs from Lucy Gray Baird — EP (2020)
- Songs from Lucy Gray Baird Volume 2 — EP (2020)
- Songs from Lucy Gray Baird Volume 3 — EP (2021)
- Acustic Holiday — EP (2021)
- Songs from Lucy Gray Baird Volume 4 (2022)

### Сингли
- «Haunted Song»
- «A Siren's Song»
- «The Ballad of Lefty Brown» from the movie The Ballad of Lefty Brown
- «Fearless Girl — Live»
- «Sleep»
- «A Chance To Say Goodbye»
- «Open Up My Eyes»
- «My Strange Addiction — Live» (with Dreadlight)
- «Fearless Girl» (With The Portland Cello Project)
- «A Chance To Say Goodbye (Remix)» (With Just Jamez & J. 5cott)
- «Show The World»
- «Lift»

### Інші види співпраці
- «The Wolf» (With J. 5cott)
- «Ballad of the Wind Fish» (With Glasys)
- «Devil in Disguise» for the Missoula to Memphis Album
- «Trap of Love» (with Dreadlight)
- «Hex Girl» (with Dreadlight)

### У складі гурту Envy of None
- «Never Said I Love You»
- «Shadow»
- «Look Inside»
- «Liar»
- «Spy House»
- «Dog's Life»
- «Kabul Blues»
- «Old Strings»
- «Dumb»
- «Enemy»
- «Western Sunset»
- «Lethe River»
- «You'll Be Sorry»
- «That Was Then»